# Dhamma Dewi (Tabinshwehti)
Dhamma Dewi (tiếng Miến Điện: ဓမ္မဒေဝီ, phát âm [dəma̰dèwì]) là một trong số những hoàng hậu của Vua Tabinshwehti của nhà Toungoo và chị gái của Bayinnaung. Sinh thời tên Khin Hpone Soe (ခင်ဘုန်းစိုးခင်ဘုန်းစိုး, phát âm tiếng Miến Điện: [kʰɪ̀ɴ pʰóʊɴ só]), là con gái của Mingyi Swe, phó vương Taungoo. Vào tháng 11, 1530, hoàng tử kế vị ngai vàng, và bà trở thành một trong hai hoàng hậu được tấn phong. Hoàng hậu nhận được sủng ái của nhà vua cho đến năm 1545 khi Khay Ma Naw chiếm ưu thế hơn và được tấn phong vị trí hoàng hậu đồng chính thất có cùng thứ bậc.

## Thư tịch học
- Kala, U (1724). Maha Yazawin (bằng tiếng Miến Điện). Quyển 1–3 (ấn bản thứ 4). Yangon: Ya-Pyei Publishing.
- Sein Lwin Lay, Kahtika U (1968). Mintaya Shwe Hti and Bayinnaung: Ketumadi Taungoo Yazawin (bằng tiếng Miến Điện) (ấn bản thứ 2). Yangon: Yan Aung Sarpay.